# Boris Hristov
Boris Hristov (alla nascita Boris Kirilov Hristov, in lingua madre Борис Кирилов Христов; Plovdiv, 18 maggio 1914 – Roma, 28 giugno 1993) è stato un basso bulgaro, diffusamente noto in occidente come Boris Christoff.

## Biografia
Nacque a Plovdiv il 18 maggio 1914 dai genitori Kiril Hristov e Rajna Teodorova. Suo nonno Hristo Sovičanov era stato un famoso cantore a Bitola (allora nell'Impero Ottomano). Quando cantava nella chiesa esarchica bulgara, durante il servizio molti altri credenti (turchi, ebrei) si radunavano davanti all'ingresso della chiesa per ascoltarlo. Essendo anche lui un rivoluzionario bulgaro, così come suo figlio Kiril, dopo la sconfitta della rivolta di Ilinden-Preobrazeni, si trasferirono in Bulgaria. Tutti e tre i figli di Hristo erano buoni cantanti, Kiril (il padre di Boris Christoff) era un tenore, cantava nei cori secolari e della chiesa, cantava anche per Radio Sofia e per l'Istituto di musica al BAS.
Boris Christoff dimostrò presto il suo talento canoro e cantò nel Coro della cattedrale di Sant'Aleksandr Nevskij a Sofia e nel Coro Gusla. Nel 1938 si laureò in giurisprudenza e iniziò la carriera di magistrato. Continuò a cantare nel tempo libero, ottenendo un enorme successo come solista del coro Gusla nel 1940. I suoi colleghi del coro lo incoraggiarono a intraprendere la carriera di cantante e inviarono una lettera al Ministero dell'Istruzione chiedendo una borsa di studio per i suoi studi in Italia. Nell'Epifania del 1942 (19 gennaio), Boris Hristov partecipò alla funzione del piccolo coro davanti alla cappella del palazzo. La temperatura è di -18 gradi e dopo la funzione vengono invitati a una piccola colazione; Iniziano i canti, entra il re Boris III e ascolta l'esibizione di Boris Hristov. Esaltato dalla sua voce, esprime il desiderio di assistere alla sua esibizione all'opera e, rendendosi conto di essere un giudice, esprime l'opinione che i giudici sono qualcosa di importante, ma di giudici ce ne sono abbastanza e i buoni cantanti sono rari. Il direttore d'orchestra parla della borsa di studio tanto attesa. Ad aprile, il Ministero della Pubblica Istruzione ha assegnato a Boris Hristov una borsa di studio per un anno di formazione avanzata in Italia.

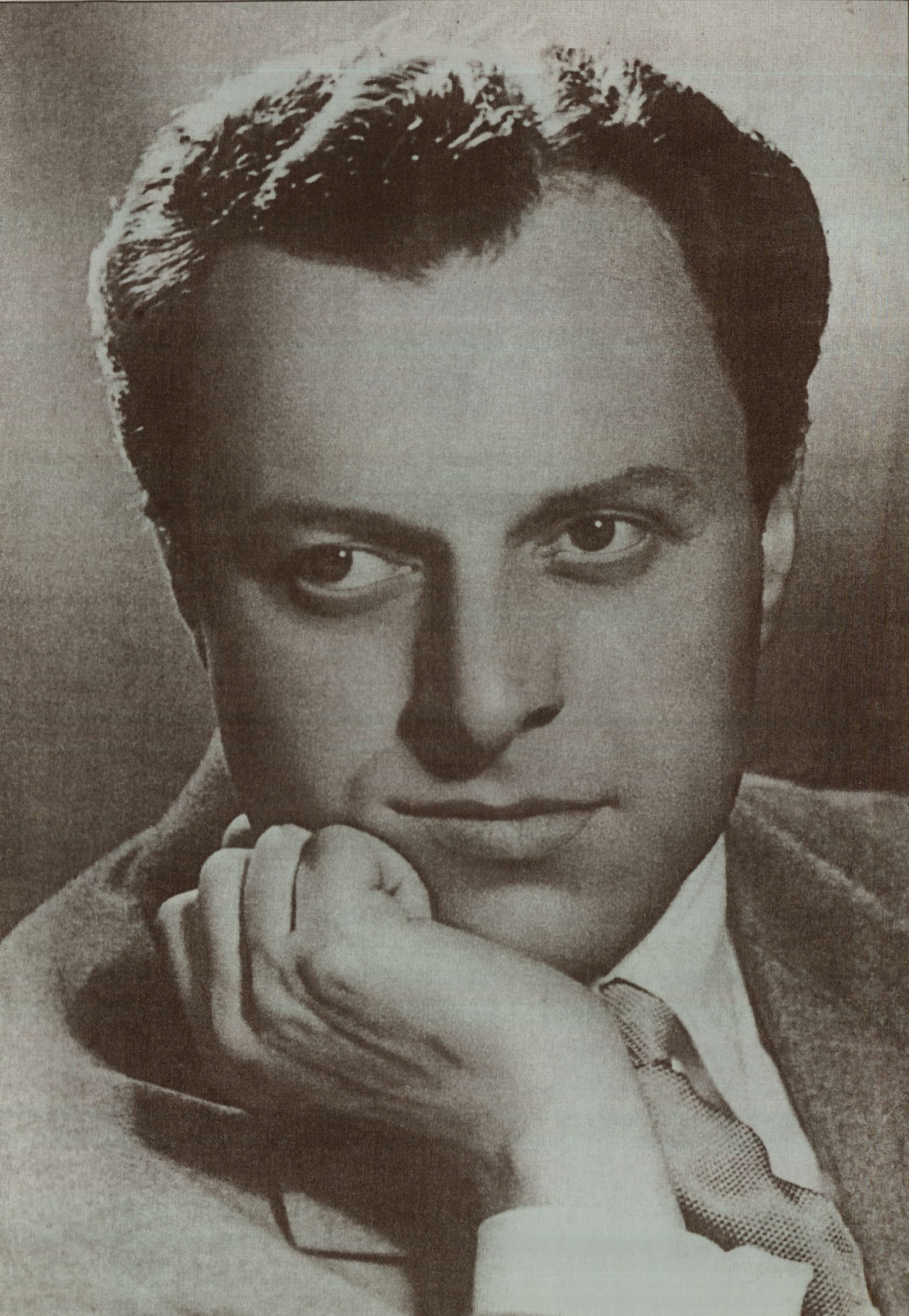
Boris Christoff

Christoff partì nel maggio 1942 per l'Italia dove fu istruito nel repertorio basso italiano di base dal grande baritono di una generazione precedente, Riccardo Stracciari. Partito come baritono, in grado di dominare anche la tessitura inferiore, si scoprì presto un vero basso, contrastando l'opinione iniziale di Stracciari. Anni dopo, i critici musicali notarono: "Hristov è il cantante più straordinario, perché, sebbene la sua voce abbia le qualità di un basso, la usa con facilità, perfezione, ricchezza di sfumature e veridicità nell'interpretazione, che sono qualità più inerenti a un baritono".
Dopo due brevi visite in Bulgaria nel 1943, Boris Christoff andò in Austria. Prese lezioni a Vienna, Praga e Salisburgo e tenne diverse apparizioni e recital a Vienna e Dresda. Nel 1944 fu arrestato e mandato in un campo di prigionia vicino a Feldkirch. Ne fu liberato nel maggio 1945 dalle truppe francesi. Il colonnello comandante, avendo sentito il suo canto, lo aiutò ad andare in Italia. In seguito, Boris Hristov fece ogni sforzo per trovare questa persona (Era il mio salvatore!), ma invano. Ritornato a Roma riprese le lezioni con Stracciari.
Debuttò in concerto nel dicembre 1945 all'Accademia di Santa Cecilia a Roma. Debuttò nel 1946 a Reggio Calabria come Colline nella Bohème ed acquisì rapidamente notorietà toccando importanti teatri in Italia (Roma, Venezia, Napoli) e all'estero (Royal Opera House di Londra, Barcellona, Lisbona, Rio de Janeiro). Memorabili in particolare alcune recite di Boris Godunov al Teatro alla Scala nella stagione 1948-1949 e nel 1950. Venne richiesto una prima volta dal Metropolitan di New York nel 1950, ma l'amministrazione americana gli negò il visto in quanto cittadino del blocco sovietico e dovette attendere il 1956 per il debutto americano alla San Francisco Opera. In seguito rifiutò i ripetuti inviti del massimo teatro statunitense.
Si distinse nel repertorio verdiano interpretando, tra gli altri, i ruoli di Filippo II (Don Carlo), Fiesco (Simon Boccanegra), Procida (I vespri siciliani), Attila. Si cimentò con successo anche nel repertorio tedesco (Gurnemanz nel Parsifal) e francese (Faust, Don Chisciotte), oltre che, anche grazie alla padronanza della lingua, in quello russo (Boris Godunov, Una vita per lo Zar, Il principe Igor).
La carriera continuò fino alla fine degli anni sessanta per poi rallentare notevolmente, vedendo soltanto sporadiche esibizioni in concerti, che si conclusero nel 1986 con un recital presso l'Accademia di Bulgaria a Roma.
Unì al fascino vocale notevoli doti teatrali che he hanno fatto un cantante-attore, in grado di continuare la grande tradizione dei bassi slavi che ha in Fëdor Šaljapin il capostipite.

## Repertorio
| Ruolo                                        | Titolo                         | Autore     |
| -------------------------------------------- | ------------------------------ | ---------- |
| Rocco                                        | Fidelio                        | Beethoven  |
| Oroveso                                      | Norma                          | Bellini    |
| Sir Giorgio                                  | I puritani                     | Bellini    |
| Mefistofele                                  | Mefistofele                    | Boito      |
| Galickij Končak                              | Il principe Igor'              | Borodin    |
| Kočubej                                      | Mazeppa                        | Čajkovskij |
| Conte Robinson                               | Il matrimonio segreto          | Cimarosa   |
| Enrico VIII                                  | Anna Bolena                    | Donizetti  |
| Ivan Susanin                                 | Una vita per lo Zar            | Glinka     |
| Méphistophélès                               | Faust                          | Gounod     |
| Giulio Cesare                                | Giulio Cesare in Egitto        | Händel     |
| Il capo delle guardie Il commerciante di oro | Cardillac                      | Hindemith  |
| Il Cieco                                     | Iris                           | Mascagni   |
| Don Chisciotte                               | Don Quichotte                  | Massenet   |
| Seneca                                       | L'incoronazione di Poppea      | Monteverdi |
| Achior                                       | La Betulia Liberata            | Mozart     |
| Sarastro                                     | Il flauto magico               | Mozart     |
| Boris Godunov                                | Boris Godunov                  | Musorgskij |
| Dosifej                                      | Chovanščina                    | Musorgskij |
| Colline                                      | La bohème                      | Puccini    |
| Mosè                                         | Mosè                           | Rossini    |
| Zaccaria                                     | Nabucco                        | Verdi      |
| Don Ruy Gomez de Silva                       | Ernani                         | Verdi      |
| Attila                                       | Attila                         | Verdi      |
| Banco                                        | Macbeth                        | Verdi      |
| Massimiliano Moor                            | I masnadieri                   | Verdi      |
| Sparafucile                                  | Rigoletto                      | Verdi      |
| Giovanni da Procida                          | I vespri siciliani             | Verdi      |
| Jacopo Fiesco                                | Simon Boccanegra               | Verdi      |
| Padre Guardiano                              | La forza del destino           | Verdi      |
| Filippo II                                   | Don Carlo                      | Verdi      |
| Ramfis                                       | Aida                           | Verdi      |
| Hermann                                      | Tannhäuser                     | Wagner     |
| Re Marke                                     | Tristano e Isotta              | Wagner     |
| Pogner                                       | Die Meistersinger von Nürnberg | Wagner     |
| Gurnemanz                                    | Parsifal                       | Wagner     |
| Kaspar                                       | Der Freischütz                 | Weber      |

## Discografia

### Incisioni in studio
- Boris Godunov - Boris Christoff (Boris, Varlaam e Pimen), Nicolai Gedda, Kim Borg, Eugenia Zareska, Ludmilla Lebedeva, dir. Issay Dobrowen - HMV 1952
- Don Carlo - Mario Filippeschi, Boris Christoff, Antonietta Stella, Tito Gobbi, Elena Nicolai, Giulio Neri, dir. Gabriele Santini - EMI 1954
- Aida - Zinka Milanov, Jussi Björling, Fedora Barbieri, Leonard Warren, Boris Christoff, dir. Jonel Perlea - RCA 1955
- Mefistofele - Boris Christoff, Giacinto Prandelli, Orietta Moscucci, dir. Vittorio Gui - HMV 1956
- Simon Boccanegra - Tito Gobbi, Victoria de los Ángeles, Boris Chistoff, Giuseppe Campora, dir. Gabriele Santini - HMV 1957
- Una vita per lo Zar - Boris Christoff, Teresa Stich-Randall,  Melanie Bugarinovic, Nicolai Gedda, dir. Igor Markevitch - HMV 1957
- Faust - Nicolai Gedda, Boris Christoff, Victoria de los Angeles, Ernest Blanc, dir. André Cluytens - HMV 1958
- Messa di requiem (Verdi) -  Boris Christoff, Shakeh Vartenissian, Fiorenza Cossotto, Eugenio Fernandi, dir. Tullio Serafin Columbia/EMI 1959
- Don Carlo - Flaviano Labò, Boris Christoff, Antonietta Stella, Ettore Bastianini, Fiorenza Cossotto, dir. Gabriele Santini - Deutsche Grammophon 1961
- Il principe Igor - Costantin Cekerlijski, Julia Wiener, Todor Todorov, Boris Christoff, dir. Jerzy Semkov - EMI 1967

### Registrazioni dal vivo
- Macbeth - Paolo Silveri, Lucy Kelston, Boris Christoff, Angelo Mercuriali, dir. Mario Rossi - RAI-Torino 1949 Charles Handelman
- Il matrimonio segreto, con Sesto Bruscantini, Alda Noni, Tito Schipa, Fedora Barbieri, Hilde Gueden, dir. Mario Rossi - La Scala 1949 Melodram
- Parsifal (in ital.) - Africo Baldelli, Maria Callas, Boris Christoff, Rolando Panerai, dir. Vittorio Gui - RAI-Milano 1950 Cetra/Fono Entreprise
- Boris Godunov (in ital.) - Boris Christoff, Mirto Picchi, Dmitri Lopatto, Giuseppe Modesti, Rina Corsi, Fernanda Cadoni, Angelo Mercuriali, dir. Artur Rodzinsky - RAI-Roma 1952 GOP
- Norma - Maria Callas, Elena Nicolai, Franco Corelli, Boris Christoff, dir. Antonino Votto - Trieste 1953 Melodram/IDIS
- Mazeppa (in ital) - Ettore Bastianini, Boris Christoff, Magda Olivero, Mariana Radev, dir. Ionel Perlea - Firenze 1954 Cetra/GOP/Melodram
- I vespri siciliani - Carlo Tagliabue, Anita Cerquetti, Mario Ortica, Boris Christoff, dir. Mario Rossi - RAI-Torino 1955 Myto/Walhall
- Don Chisciotte (in ital.) - Boris Christoff, Teresa Berganza, Carlo Badioli, dir. Alfredo Simonetto - RAI-Milano 1957 Cetra/Myto/Gala
- Ernani - Mario Del Monaco, Anita Cerquetti, Ettore Bastianini, Boris Christoff, dir. Dimitri Mitropoulos - Firenze 1957 Myto/Opera D'Oro
- La forza del destino - Anita Cerquetti, Pier Miranda Ferraro, Aldo Protti, Boris Christoff, dir. Nino Sanzogno - RAI-Roma 1957 Bongiovanni/Myto/CBS Sony
- La forza del destino (video-RAI) - Renata Tebaldi, Franco Corelli,  Ettore Bastianini, Boris Christoff, dir. Francesco Molinari Pradelli - Napoli 1958 Legato Classics/Hardy Classic (DVD); Melodram/Bongiovanni (solo audio)
- Don Carlo - Jon Vickers, Boris Christoff, Tito Gobbi, Grè Brouwenstjin, Fedora Barbieri, dir. Carlo Maria Giulini - Londra 1958 ed. Myto
- Don Carlo - Eugenio Fernandi, Boris Christoff, Sena Jurinac, Ettore Bastianini, Regina Resnik, dir. Nello Santi - Salisburgo 1960 ed. Melodram/Bella Voce
- Don Carlo - Richard Tucker, Boris Christoff, Margherita Roberti, Tito Gobbi, Giulietta Simionato, dir. Antonino Votto - Chicago 1960 GOP/Living Stage
- Attila - Boris Christoff, Margherita Roberti, Giangiacomo Guelfi, Gastone Limarilli, dir. Bruno Bartoletti - Firenze 1962 Arkadia/Myto/Opera Lovers
- Don Carlo - Bruno Prevedi, Boris Christoff, Gwyneth Jones, Peter Glossop, Rita Gorr, dir. Edward Downes - Londra 1966 House of Opera/Oriel
- L'incoronazione di Poppea - Claudia Parada, Mirto Picchi, Mirella Parutto, Boris Christoff, dir. Carlo Franci - Firenze 1966 ed. Opera D'Oro
- Ernani - Bruno Prevedi, Montserrat Caballé, Peter Glossop, Boris Christoff, dir. Gianandrea Gavazzeni - Rai-Roma 1968 Nuova Era/Opera D'Oro
- Don Carlo - Juan Oncina, Boris Christoff, Mario Petri, Maria Candida, Mirella Parutto, dir. Carlo Franci - Venezia 1969 Mondo Musica/Premiere Opera
- Mosè (in ital.) - Boris Christoff, Gabriella Tucci, Franco Tagliavini, Plinio Clabassi, Lino Puglisi, dir. Bruno Bartoletti - Roma 1971 ed. GDS
- I masnadieri - Ilva Ligabue, Gianni Raimondi, Renato Bruson, Boris Christoff, dir. Gianandrea Gavazzeni - Roma 1972 ed. Bongiovanni/Opera D'Oro